# 芦庙镇
芦庙镇，是中华人民共和国安徽省亳州市谯城区下辖的一个乡镇级行政单位。

## 行政区划
芦庙镇下辖以下地区：
杨庄村、徐庙村、焦楼村、王楼村、芦庙村、前毛村、雷庄村和袁庄村。